# Glischropus
Glischropus é um gênero de morcegos da família Vespertilionidae.

## Espécies
- Glischropus javanus Chasen, 1939
- Glischropus tylopus (Dobson, 1875)
- Glischropus meghalayanus